# Segedínský guláš
Segedínský guláš, lidově někdy zkracováno na segedín, je jeden ze známých druhů gulášů. Název se odvozuje pravděpodobně z maďarského Székely gulyás (sikulský guláš). Vaří se z vepřového masa – libového vykostěného bůčku nebo plecka. Další důležitou surovinou je kysané bílé zelí. Dále se používá cibule, olej nebo sádlo, mletá sladká červená paprika, sůl, černý pepř, bobkový list (údajně proti nadýmání) a pro zjemnění smetana. Jako příloha se podává houskový knedlík nebo kynutý knedlík. Podává se i s chlebem.
V Maďarsku je známý pod názvem Székelygulyás a Székelykáposzta. Slovem „székely“ (Sikul) se nazývá obyvatelstvo geografické oblasti Székelyföld (Sikulsko) v Sedmihradsku. Tato oblast se nachází na území dnešního Rumunska, historicky patřila k Velkému Maďarsku. Tradičními surovinami Sedmihradska jsou brambory (pityóka), kukuřice (kukorica) a zelí (káposzta). Z kysaného zelí se právě vyrábí segedínský guláš. V Maďarsku se podává výhradně s chlebem. Základem je vepřový perkelt, smetana na šlehání a již zmiňované kysané zelí.

## Název
Název "segedínský guláš" (čes. Segedínský guláš, něm. Szegediner Gulasch, pol. Gulasz segedyński) je z jazykového hlediska odvozen od maďarského města Segedín, je však možné, že vznikl pouze jako důsledek špatného doslechu názvu Székely-gulyás (asi ve Vídni - viz níže). Pokud je název odvozen vědomě od Szegedu, vztah k Szegedu spočívá možná v tom, že je v jídle červená Segedínská paprika; pokrm v této podobě každopádně nepochází ze Szegedu, ani není pro Segedín typický. V Maďarsku název Szegedi gulyás (doslova: segedínský guláš) primárně označuje jiné jídlo - polévku.
Maďarský název segedínského guláše zní Székely-gulyás (doslova: Székelyho guláš) a je odvozen od osobního jména Székely [vyslov: sekéj]. Nejčastěji se uvádí, že jde konkrétně o pešťského úředníka (knihovníka) jménem Székely, jemuž byl hladovému v restauraci v pozdních hodinách z nouze (protože kuchař už odešel domů) podán guláš smíchaný se zelím a trochou smetany jako ad hoc vymyšlený pokrm; svědkem události byl prý i známý básník Petöfi, který si - vida Székelyho spokojenost - druhý den objednal stejný pokrm. Podle jiných názorů je otcem tohoto pokrmu spisovatel József Székely (1825-1895) nebo malíř Bertalan Székely (1835-1910). Někdy se název Székely-gulyás nesprávně uvádí ve tvaru székelygulás (doslova: Sikulský guláš). Mezi Maďary je segedínský guláš v praxi známý spíše pod názvem székelykáposzta (Sikulské zelí), což je však pokrm vysloveně kyselý a bez knedlíků.